# プッチベスト
プッチベストとは、アップフロントワークス（zetimaレーベル）から発売されているハロー!プロジェクトのオムニバスアルバムおよびビデオクリップ集、並びにシリーズ名。
本項では、ハロープロジェクト名義のコンピレーションである『Together! -タンポポ・プッチ・ミニ・ゆうこ-』についても、併せて記述する。

## 概要
ハロー!プロジェクト所属の各グループ、シャッフルユニットを含むユニット及びソロで活動しているメンバーが年1回その年にリリースした曲を集めたオムニバスアルバム及びビデオクリップ集のシリーズの名称である。
2000年4月に『プッチベスト』が発売が開始された後、翌年2001年4月に発売された『Together! -タンポポ・プッチ・ミニ・ゆうこ-』をはさみ、以降毎年12月にプッチベストの名称で、その年のハロープロジェクトの総集編的位置づけのアルバムとして発売されている。なお、単なる既発曲によるコンピレーションではなく、今まで音源化されていない曲や、既発売曲からこのアルバムのために作られたリメイク・リミックス版など、「初CD化」楽曲が必ず収録されている。
当初はCDだけがリリースされていたが、2003年の『プッチベスト4』からはビデオクリップ集がCDと同日に発売されるようになり、翌年の2004年には過去にCDのみリリースされた分（1〜3）のビデオクリップ集も遡る形で『プッチベスト5』と同日に発売された。ビデオクリップ集は『プッチベスト13』まではDVDで発売されていたが、2013年の『プッチベスト14』からはBlu-ray Discで発売されている。ビデオクリップ集の収録曲はCDとほぼ同じだが、ミュージック・ビデオが存在しない場合、替わりにライブ映像やCDには収録されていない楽曲のミュージック・ビデオが収録されるなど、収録内容が若干異なる。
2009年にリリースされた『プッチベスト10』には、同年3月をもってハロー!プロジェクトを卒業した、所謂エルダークラブメンバーが卒業前にリリースした楽曲や、クイズ!ヘキサゴンIIから誕生した曲も収録されている。その一方、かつてハロー!プロジェクトに所属し、CDリリースした経緯などがありながら、このシリーズに楽曲が一度も収録されなかったアーティストも存在する（シェキドル、三佳千夏、THE ポッシボーなど）。
20作目となる『プッチベスト20 2020』『プッチベスト20 2020 Blu-ray Disc』では、『プッチベスト19』までとは異なり、ハロー!プロジェクト所属のグループ・ソロ（過去に所属していたグループ・ソロを含む）がリリースした全ての楽曲の中から、リリース時点におけるハロー!プロジェクト所属の各グループの現役メンバーがセレクトした楽曲（CD）、ミュージック・ビデオやライブ映像（Blu-ray Disc）が収録されており、CDは「プッチベスト」シリーズ初の3枚組仕様となる。また、リリース時期はタイトルにある"2020"に合わせて2020年1月となる。

## 収録曲
太文字は該当アルバムのみ収録されている楽曲、またはバージョン。◎はシャッフルユニット。

### CD

#### プッチベスト 〜黄青あか〜
- 2000年4月26日発売[1]

1. ちょこっとLOVE（プッチモニ）
2. 黄色いお空でBOOM BOOM BOOM（黄色5）◎
3. 青いスポーツカーの男（青色7）◎
4. 赤い日記帳（あか組4）◎
5. トウモロコシと空と風（安倍なつみ） - カネボウ「SALA」CMソング
6. たんぽぽ（Single Version）（タンポポ）
7. 聖なる鐘がひびく夜（タンポポ）
8. LOVEマシーン（analog remix）（モーニング娘。）
9. 恋のダンスサイト（PANDART SASANOOOHA Remix）（モーニング娘。）
10. 丸い太陽 -4人ver.-（T&Cボンバー）
11. 純情行進曲（中澤ゆうこ）
12. アナタの夢になりたい（平家みちよ）
13. ダイキライ（平家みちよ）
14. サマーナイトタウン（English Version）（ココナッツ娘。）
15. DANCE & CHANCE（English Version）（ココナッツ娘。）
16. Hello!のテーマ（16人version）（黄色5／青色7／あか組4）

- 16の後11秒明けに隠しトラックとして「飲茶楼CMソング」[2]が収録されている。
- オリコンチャート2週連続1位を獲得。

#### Together! -タンポポ・プッチ・ミニ・ゆうこ-
- 2001年4月18日発売[3]

1. ミニモニ。ジャンケンぴょん!（ミニモニ。）
2. 恋をしちゃいました!（タンポポ）
3. BABY! 恋にKNOCK OUT!（プッチモニ）
4. 悔し涙 ぽろり（中澤ゆうこ）
5. 乙女 パスタに感動（タンポポ）
6. 青春時代1.2.3!（プッチモニ）
7. 春夏秋冬だいすっき!（ミニモニ。）
8. バイセコー大成功!（プッチモニ）
9. 上海の風（中澤ゆうこ）
10. ちょこっとLOVE（2001 Version）（プッチモニ）
11. たんぽぽ（2001 Version）（タンポポ）
12. 赤い日記帳（by 中澤 Version）（中澤ゆうこ）
13. ミニモニ。ダンシン!（ミニモニ。）
14. ミニモニ。の歌（ミニモニ。 ）

#### プッチベスト2 〜三・7・10〜
- 2001年12月19日発売[4]

1. チュッ! 夏パ〜ティ（三人祭）◎
2. サマーれげぇ!レインボー（7人祭）◎
3. ダンシング! 夏祭り（10人祭）◎
4. ミニモニ。テレフォン! リンリンリン（ミニモニ。）
5. 王子様と雪の夜（タンポポ）
6. ぴったりしたいX'mas!（プッチモニ）
7. 溢れちゃう...BE IN LOVE（後藤真希）
8. 恋愛レボリューション21（超超超cool remix）（モーニング娘。）
  - リミックス：リミックス☆マン
9. This is 運命（メロン記念日）
10. 情熱行き 未来船（ココナッツ娘。）
11. 二人暮し（中澤裕子）
12. プロポーズ（平家みちよ）
13. MERRY X'MAS FOR YOU（holly night version）（松浦亜弥）
  - 作詞・作曲：つんく　編曲：高橋諭一
14. 初めてのハッピーバースディ!（country version）（カントリー娘。に石川梨華（モーニング娘。））
15. Hello! また会おうね（20人祭 version）（20人祭）

- 隠しトラックとして「ポキポキポッキー」[2]が収録されている。

#### プッチベスト3
- 2002年12月18日発売[5]

1. 幸せビーム!好き好きビーム!（ハッピー♥7）◎
2. 幸せですか?（セクシー8）◎
3. 幸せきょうりゅう音頭（おどる♥11）◎
4. Do it! Now（CRAZY SODA REMIX）（モーニング娘。）
  - リミックス：SHO-1
5. ♡桃色片想い♡（松浦亜弥）
6. アイ〜ン! ダンスの唄（MORE TRANCE REMIX）（バカ殿様とミニモニ姫。）
  - リミックス：川名卓馬
7. ムラサキシキブ（平家みちよ）
8. やる気! IT'S EASY（後藤真希）
9. 東京美人（中澤裕子）
10. ロマンティック 浮かれモード（藤本美貴）
11. BE HAPPY 恋のやじろべえ（タンポポ）
12. 香水（メロン記念日）
13. 新しい恋の初デート（カントリー娘。に石川梨華（モーニング娘。））
  - 作詞・作曲：つんく　編曲：高橋諭一
14. ちょこっとLOVE（2003 Version）（プッチモニ）
15. Mr.Moonlight 〜愛のビッグバンド〜（ハワイアン Version）（ココナッツ娘。）
16. YES! POCKY GIRLS（ポッキーガールズ） - 江崎グリコ「ポッキー」CMソング
17. 女神〜Mousseな優しさ〜（ビーナスムース） - 江崎グリコ「ムースポッキー」CMソング

#### プッチベスト4
- 2003年12月17日発売[6]

1. 壊れない愛がほしいの（7AIR）◎
2. GET UP! ラッパー（SALT5）◎
3. BE ALL RIGHT!（11WATER）◎
4. 晴れ 雨 のち スキ♡（モーニング娘。さくら組）
5. 愛の園 〜Touch My Heart!〜（モーニング娘。おとめ組）
6. 行くZYX! FLY HIGH（ZYX）
7. SEXY NIGHT 〜忘れられない彼〜（ROMANS）
8. FIRST KISS（あぁ!）
9. 浮気なハニーパイ（カントリー娘。に紺野と藤本（モーニング娘。））
10. チャンス of LOVE（メロン記念日）
11. WOW WOW WOW（プッチモニ）
12. ミニモニ。数え歌 〜お風呂ばーじょん〜（ミニモニ。）
13. 母と娘のデュエットソング（おけいさんと安倍なつみ（モーニング娘。））
14. GET ALONG WITH YOU（中澤裕子）
15. 東京きりぎりす（前田有紀）
16. 夏 LOVE ロマンス（ハロー!プロジェクト）
  - 作詞・作曲：つんく　編曲：河野伸
17. シャボン玉（asia mix）（モーニング娘。）
  - リミックス：田中直

#### プッチベスト5
- 2004年12月22日発売[7]

1. ALL FOR ONE & ONE FOR ALL!（H.P.オールスターズ）
2. 浪漫 〜MY DEAR BOY〜（LET'S HAVE A DANCE Remix）（モーニング娘。）
  - リミックス：平田祥一郎
3. 横浜蜃気楼（後藤真希）
4. YOUR SONG〜青春宣誓〜（松浦亜弥）
5. だって 生きてかなくちゃ（安倍なつみ）
6. 涙の太陽（メロン記念日）
7. ロボキッス（次世代 Remix）（W）
  - リミックス：田中直
8. シャイニング 愛しき貴方（カントリー娘。に紺野と藤本（モーニング娘。））
9. 恋のヌケガラ（美勇伝）
10. DO MY BEST（中澤裕子）
11. ピリリと行こう!（MORE ピリリ Remix）（Berryz工房）
  - リミックス：田中直
12. GOOD BYE HELLO（安倍なつみ・石川梨華） - NHKドラマ「ラストプレゼント」主題歌
  - 作詞・作曲：つんく　編曲：渡部チェル
13. LOVE LIKE CRAZY（Smooth Jazzy Remix）（後浦なつみ）
  - リミックス：田中直
14. エーゲ海に抱かれて（飯田圭織）
15. さらさらの川（前田有紀）
16. HELP!! 〜エコモニ。の熱っちぃ地球を冷ますんだっ。〜（エコモニ。）

#### プッチベスト6
- 2005年12月21日発売[8]

1. 好きすぎて バカみたい（DEF.DIVA）
2. 色っぽい じれったい（モーニング娘。）
3. 恋の花（安倍なつみ）
4. スッピンと涙。（後藤真希）
5. 気がつけば あなた（松浦亜弥）
6. Missラブ探偵（W）
7. 紫陽花アイ愛物語（美勇伝）
8. スッペシャル ジェネレ〜ション（Berryz工房）
9. 肉体は正直なEROS（メロン記念日）
10. 桜の花が咲く頃（飯田圭織）
11. 西新宿で逢ったひと（前田有紀）
12. オンナ、哀しい、オトナ（セクシーオトナジャン）◎
13. 印象派 ルノアールのように（エレジーズ）◎
14. 人知れず 胸を奏でる夜の秋（プリプリピンク）◎
15. 直感 〜時として恋は〜（LIVE Ver.）（モーニング娘。）
16. HELP!! 〜エコモニ。の熱っちぃ地球を冷ますんだっ。2005〜（エコモニ。&モーニング娘。）
  - 作詞・作曲：つんく　編曲：たいせー　ラップ詞：文化祭実行委員会

#### プッチベスト7
- 2006年12月20日発売[9]

1. Morning Musume。Mega Mix 30（Radio Edit）（モーニング娘｡ ）
  - リミックス：ピストン西沢
2. ザ・ストレス（安倍なつみ）
3. ガラスのパンプス（後藤真希）
4. 砂を噛むように…NAMIDA（松浦亜弥）
5. Thanks!（GAM）
6. 一切合切 あなたに§あ・げ・る♪（美勇伝）
7. お願い魅惑のターゲット（メロン記念日）
8. 革命チックKISS（カントリー娘。）
9. 恋☆カナ（月島きらり starring 久住小春 (モーニング娘。) ）
10. ジリリ キテル（Berryz工房）
11. 大きな愛でもてなして（℃-ute）
12. うらら（中澤裕子）
13. お前の涙を俺にくれ（前田有紀）
14. みんなの木（ともいき・木を植えたい）
15. 夢から醒めて（高橋愛（モーニング娘。））
16. LET'S GO 楽天イーグルス（DEF.DIVAと楽天イーグルス応援隊）
17. Ready Go!（モーニング娘｡・DEF.DIVA・Berryz工房）
  - 作詞：WaT　作曲：Curious K.　編曲：鈴木Daichi秀行

#### プッチベスト8
- 2007年12月12日発売[10]

1. 僕らが生きる MY ASIA（モーニング娘。誕生10年記念隊）
2. 悲しみトワイライト（モーニング娘。）
3. Too far away 〜女のこころ〜（安倍なつみ）
4. シークレット（後藤真希）
5. 笑顔（松浦亜弥）
6. 愛すクリ〜ムとMyプリン（美勇伝）
7. お願い魅惑のターゲット（マンゴープリン Mix）（メロン記念日）
8. 告白の噴水広場（Berryz工房）
9. 桜チラリ（℃-ute）
10. ハッピー☆彡（月島きらり starring 久住小春 (モーニング娘。) ）
11. ふたりはNS（きら☆ぴか）
12. 鳴り始めた恋のBell（音楽ガッタス）
13. 相愛太鼓（前田有紀）
14. オヤジの心に灯った小さな火〜デュエットバージョン〜（里田まい with 藤岡藤巻）
15. ホントのじぶん（Buono!）
16. ダイスキ楽天イーグルス（GAM）
17. 熱い魂（GAM）
  - 作詞・作曲：つんく　編曲：湯浅公一

#### プッチベスト9
- 2008年12月10日発売[11]

1. リゾナント ブルー（モーニング娘。）
2. ジンギスカン（Berryz工房）
3. 江戸の手毬唄II（℃-ute）
4. 私の恋人なのに（安倍なつみ&矢島舞美（℃-ute））
5. きずな（松浦亜弥）
6. なんにも言わずにI LOVE YOU（美勇伝）
7. カリスマ・綺麗（メロン記念日）
8. パパンケーキ（月島きらり starring 久住小春 (モーニング娘。)）
9. アナタボシ（MilkyWay）
10. 青春!LOVEランチ（アテナ&ロビケロッツ）
11. Come Together（音楽ガッタス）
12. C\C（シンデレラ\コンプレックス）（High-King）
13. 恋愛♥ライダー（Buono!）
14. 越えろ!楽天イーグルス（℃-ute）
15. LALALA 幸せの歌（ハロプロワンダフルオールスターズVer.）（ハロプロワンダフルオールスターズ）
16. 置き手紙（藤本美貴）
17. 花いちもんめ（松浦亜弥）

#### プッチベスト10
- 2009年12月2日発売[12]

1. しょうがない 夢追い人 （モーニング娘。）
2. 青春バスガイド （Berryz工房）
3. EVERYDAY 絶好調!! （℃-ute）
4. ピラッ!乙女の願い （プッチモニV） 
  - 作詞・作曲：つんく　編曲：平田祥一郎
5. アンブレラ （タンポポ#）
  - 作詞・作曲：つんく　編曲：田中直
6. MY BOY （Buono!）
7. 乙女の祈り （真野恵里菜）
8. 夢と現実 （あぁ!）
  - 作詞・作曲：つんく　編曲：平田祥一郎
9. ペン ペン 兄弟 （新ミニモニ。）
  - 作詞・作曲：つんく　編曲：田中直
10. DESTINY LOVE （High-King）
  - 作詞・作曲：つんく　編曲：田中直
11. おまかせ♪ガーディアン （ガーディアンズ4）
12. しゅごしゅご! （しゅごキャラエッグ!）
13. はぴ☆はぴ サンデー! （月島きらり starring 久住小春 (モーニング娘。)）
14. ぁまのじゃく （S/mileage）
15. スクリーン （安倍なつみ）
16. チョコレート魂 （松浦亜弥）
17. 青春 僕 （矢口真里）
18. バイバイ （里田まい with 合田兄妹）

#### プッチベスト11
- 2010年12月15日発売[13]

1. 女が目立って なぜイケナイ（モーニング娘。）
2. あっぱれ回転ずし!（むてん娘。（モーニング娘。））
3. 本気ボンバー!!（Berryz工房）
4. Danceでバコーン!（℃-ute）
5. 元気者で行こう!（真野恵里菜）
6. 夢見る 15歳（スマイレージ）
7. Our Songs（Buono!）
8. Going On!（ガーディアンズ4）
9. リトル・ぷりんせす☆ぷりっ!（リルぷりっ）
10. エレガントガール（氷室衣舞（CV 菅谷梨沙子／Berryz工房）

＜ボーナストラック＞
1. ラーメンレボリューション2010 Long Type（モーニング娘。） - 日清食品「太麺堂々」CMソング
  - 本作のために2つのバージョンを1つの楽曲として合体したバージョン
2. 盗んだハートはココですよ?（田中れいな（モーニング娘。） コーラス：小倉唯 with ぷるぷるいゃ〜ん（能登有沙&三澤紗千香）） - アニメ「怪盗レーニャ」主題歌
  - 作詞・作曲：畑亜貴　編曲：森藤晶司
3. ○○ がんばらなくてもええねんで!!（TopNude Remix Version 02）（スマイレージ）
  - リミックス：TopNude

#### プッチベスト12
- 2011年12月7日発売[14]

1. ブスにならない哲学（ハロー!プロジェクト モベキマス）
2. 負けるな わっしょい!（ベキマス）
3. まじですかスカ!（モーニング娘。）
4. Only you（モーニング娘。）
5. 自信持って 夢を持って 飛び立つから（高橋愛（モーニング娘。））
6. ヒロインになろうか!（Berryz工房）
7. 愛の弾丸（Berryz工房）
8. Kiss me 愛してる（℃-ute）
9. 桃色スパークリング（℃-ute）
10. 甘酸っぱい春にサクラサク（Berryz工房×℃-ute）
11. 青春劇場（Berryz工房×℃-ute） - 劇団ゲキハロ第11回公演「戦国自衛隊」主題歌
  - 作詞・作曲：つんく　編曲：湯浅公一
12. 青春のセレナーデ（真野恵里菜）
13. My Days for You（真野恵里菜）
14. ショートカット（スマイレージ）
15. タチアガール（スマイレージ）
16. 雑草のうた（Buono!）
17. アサアサンバ（久住小春）
  - 作曲：2℃　作曲：柳沢英樹　編曲：荒木啓六
  - テレビ東京系列「おはスタ」番組内で披露された楽曲

#### プッチベスト13
- 2012年12月5日発売[15]

1. 恋愛ハンター（モーニング娘。）
2. One・Two・Three（モーニング娘。）
3. Be 元気＜成せば成るっ!＞（Berryz工房）
4. cha cha SING（Berryz工房）
5. 君は自転車 私は電車で帰宅（℃-ute）
6. 会いたい 会いたい 会いたいな（℃-ute）
7. ドキドキベイビー（真野恵里菜）
8. Song for the DATE（真野恵里菜）
9. ドットビキニ（スマイレージ）
10. 好きよ、純情反抗期。（スマイレージ）
11. 笑顔に涙〜THANK YOU! DEAR MY FRIENDS〜（新垣里沙（モーニング娘。））
12. 超HAPPY SONG（シングルVer.）（Berryz工房×℃-ute）
13. 初恋サイダー（Buono!）
14. CAT'S EYE（キャッツ♥アイ セブン）
15. ももち!許してにゃん♡体操（ももち（嗣永桃子 feat. Berryz工房））

＜ボーナストラック＞
1. The 摩天楼ショー（TYPE 0）（モーニング娘。） - 『CR元祖ハロー!プロジェクト』使用曲
  - ボーカルは新垣里沙、道重さゆみ、田中れいな、光井愛佳の4名（オリジナルバージョンでは新垣、光井はすでに卒業している）

#### プッチベスト14
- 2013年12月11日発売[16]

1. Help me!!（モーニング娘。）
2. わがまま 気のまま 愛のジョーク（モーニング娘。）
3. アジアン セレブレイション（Berryz工房）
4. ゴールデン チャイナタウン（Berryz工房）
5. Crazy 完全な大人（℃-ute）
6. アダムとイブのジレンマ（℃-ute）
7. 旅立ちの春が来た（スマイレージ）
8. ヤッタルチャン（スマイレージ）
9. ロマンスの途中（Juice=Juice）
10. Rockの定義（田中れいな（モーニング娘。））
11. NEXT MY SELF（真野恵里菜）
12. キャベツ白書〜春編〜（ピーベリー）
13. 都会田舎の彼（GREEN FIELDS）
14. ほたる祭りの日（ジュリン）
  - 作詞・作曲：角田崇徳　編曲：鈴木俊介
15. レディーマーメイド（ダイヤレディー）
16. エイヤサ!ブラザー（メロウクアッド）
17. 海岸清掃男子（HI-FIN）

#### プッチベスト15
- 2014年12月10日発売[17]

1. 君の代わりは居やしない（モーニング娘。'14）
2. Password is {\displaystyle \scriptstyle \emptyset }（モーニング娘。'14）
3. 1億3千万総ダイエット王国（Berryz工房）
4. 普通、アイドル10年やってらんないでしょ!?（Berryz工房）
5. Love take it all（℃-ute）
6. 悲しきヘブン（Single Version）（℃-ute）
7. エイティーン エモーション（スマイレージ）
8. 地球は今日も愛を育む（スマイレージ）
9. アレコレしたい!（Juice=Juice）
10. 風に吹かれて（Juice=Juice）
11. シャバダバ ドゥ〜（道重さゆみ（モーニング娘。'14））
12. 嗚呼、素晴らしき日々よ（さとのあかり）
13. Dream Last Train（トリプレット）
14. 木立を抜ける風のように（ODATOMO）
15. 可憐な合唱団（可憐な合唱団）
  - 演劇女子部「僕たち可憐な少年合唱団」より
16. Eli, Eli, Lema Sabachthani?（完全版）（モーニング娘。'14×スマイレージ）
  - 演劇女子部 ミュージカル「LILIUM-リリウム 少女純潔歌劇-」より（サウンドトラック収録曲のロングバージョン）
17. か〜てぃんこ〜るんるん（スマイレージ）
  - 演劇女子部 S/mileage's JUKEBOX MUSICAL「SMILE FANTASY!」より

#### プッチベスト16
- 2015年12月16日発売[18]

1. Love together!（Berryz工房）
2. あなたなしでは生きてゆけない(Berryz工房ラストコンサート2015 Berryz工房行くべぇ〜！Ver.)（Berryz工房）
  - 「Berryz工房ラストコンサート2015 Berryz工房行くべぇ〜!」より（ライブ音源）
3. 我武者LIFE（℃-ute）
4. 次の角を曲がれ（℃-ute）
5. 夕暮れは雨上がり（モーニング娘。'15）
6. スカッとMy Heart（モーニング娘。'15）
7. 大器晩成（アンジュルム）
8. 臥薪嘗胆（アンジュルム）
9. Wonderful World（Juice=Juice）
10. CHOICE & CHANCE（Juice=Juice）
11. 恋泥棒（カントリー・ガールズ）
12. わかっているのにごめんね（カントリー・ガールズ）
13. 念には念（こぶしファクトリー）
14. ドスコイ!ケンキョにダイタン（こぶしファクトリー）
15. サバイバー（こぶしファクトリー）
  - 演劇女子部 ミュージカル「Week End Survivor」より
16. トライアングル アルファ（モーニング娘。'15）
  - 演劇女子部 ミュージカル「TRIANGLE-トライアングル-」より
17. サンクユーベリーベリー（つばきファクトリー）
  - 演劇女子部 ミュージカル「サンクユーベリーベリー」より

#### プッチベスト17
- 2016年12月14日発売[19]

1. 人生はSTEP!（℃-ute）
2. 泡沫サタデーナイト!（モーニング娘。'16）
3. 次々続々（アンジュルム）
4. カラダだけが大人になったんじゃない（Juice=Juice）
5. ブギウギLOVE（カントリー・ガールズ）
6. チョット愚直に!猪突猛進（こぶしファクトリー）
7. 独り占め（つばきファクトリー）
8. ソラシド〜ねえねえ〜（Buono!）
9. 大人の事情（NEXT YOU）
10. 人生はSTEP!（Lil'Yukichi Remix）feat.Cherry Brown（℃-ute）
11. 泡沫サタデーナイト!（川辺ヒロシREMIX）（モーニング娘。'16）
12. 次々続々（SWG REMIX）（アンジュルム）
13. 気絶するほど愛してる!（カントリー・ガールズ）
  - 演劇女子部「気絶するほど愛してる!」より
14. 東の地平・西の永遠（モーニング娘。'16）
  - 演劇女子部「続・11人いる!東の地平・西の永遠」より
15. MODE（アンジュルム）
  - 演劇女子部「モード」より

＜ボーナストラック＞
1. キスより先にできること（'15 5人Ver.）（カントリー・ガールズ）

#### プッチベスト18
- 2017年12月13日発売[20]

1. 全部終わった帰り道（℃-ute）
2. ももち! ずっとおとももち（嗣永桃子）
3. BRAND NEW MORNING（モーニング娘。'17）
4. 愛さえあればなんにもいらない（アンジュルム）
5. 地団駄ダンス（Juice=Juice）
6. ピーナッツバタージェリーラブ（カントリー・ガールズ）
7. シャララ!やれるはずさ（こぶしファクトリー）
8. 初恋サンライズ（つばきファクトリー）
9. 誤爆〜We Can't Go Back〜（一岡伶奈・段原瑠々・川村文乃・高瀬くるみ・清野桃々姫）
10. リアル☆リトル☆ガール（ハロプロ研修生北海道）
11. ふるさとの夢（かみいしなか かな） - TBSテレビ「ふるさとの夢」テーマ曲
12. 闇に抜け駆け（Movie Version）（こぶしファクトリー）
  - 映画「JKニンジャガールズ」より
13. ファラオの墓（モーニング娘。'17）
  - 演劇女子部「ファラオの墓」より
14. 夢見るテレビジョン（アンジュルム）
  - 演劇女子部「夢見るテレビジョン」より
15. Miss変換!!（工藤遥&佐藤優樹(モーニング娘。'17)）
16. いのうえのうた（井上玲音(こぶしファクトリー)・井上ひかる(ハロプロ研修生)）
17. おバカねこと おバカねこバカのうた（飯窪春菜(モーニング娘。'17)・金澤朋子(Juice=Juice)）
18. ミンミンロケンロー!（船木結(アンジュルム/カントリー・ガールズ)・横山玲奈(モーニング娘。'17)）

#### プッチベスト19
- 2018年12月12日発売[21]

1. YEAH YEAH YEAH（ハロプロ・オールスターズ）
2. モーニングコーヒー(20th Anniversary Ver.)（モーニング娘。20th）
3. 花が咲く 太陽浴びて（モーニング娘。'18）
4. Are you Happy?（モーニング娘。'18）
5. 泣けないぜ…共感詐欺（アンジュルム）
6. タデ食う虫もLike it!（アンジュルム）
7. SEXY SEXY（Juice=Juice）
8. 禁断少女（Juice=Juice）
9. 書いては消しての “I Love You”（カントリー・ガールズ）
10. 待てないアフターファイブ（カントリー・ガールズ）
11. 明日テンキになあれ（こぶしファクトリー）
12. きっと私は（こぶしファクトリー）
13. 低温火傷（つばきファクトリー）
14. 今夜だけ浮かれたかった（つばきファクトリー）
15. ひょっこりひょうたん島（こぶしファクトリー&つばきファクトリー） - 『愛踊祭2018』敗者復活WEB予選の課題曲
16. 43度（ハロプロ研修生）
17. ハンコウキ!（ハロプロ研修生北海道 feat.稲場愛香）
18. 雑煮でケンカしてんじゃねーよ（宮崎由加(Juice=Juice)、牧野真莉愛(モーニング娘。'17)、川村文乃(アンジュルム)）

#### プッチベスト20 2020
- 2020年1月8日発売[22]

DISC 1（モーニング娘。'20、こぶしファクトリーメンバーセレクト）
1. もしも…（ハロー!プロジェクト モベキマス）【譜久村聖セレクト】
2. 壊れない愛がほしいの（7AIR）【生田衣梨奈セレクト】
3. ファラオの墓(「ファラオの墓〜蛇王・スネフェル〜」Ver.)（モーニング娘。'18）【石田亜佑美セレクト】
  - 演劇女子部「ファラオの墓」より
4. Fantasyが始まる（モーニング娘。）【佐藤優樹セレクト】
5. 未来の扉（モーニング娘。）【小田さくらセレクト】
6. SEXY SNOW（W）【野中美希セレクト】
7. ラララのピピピ（道重さゆみ）【牧野真莉愛セレクト】
8. 若いんだし!（モーニング娘。'17）【羽賀朱音セレクト】
9. シャララ!やれるはずさ（こぶしファクトリー）【加賀楓セレクト】
10. 笑顔の君は太陽さ（モーニング娘。'14）【横山玲奈セレクト】
11. コンプレックスにサヨウナラ!（ミニーズ。?）【森戸知沙希セレクト】
  - 作詞・作曲：中村千尋　編曲：CMJK
12. ムキダシで向き合って（モーニング娘。'16）【北川莉央セレクト】
13. ぁまのじゃく（スマイレージ）【岡村ほまれセレクト】
14. リアル☆リトル☆ガール（ハロプロ研修生北海道）【山﨑愛生セレクト】
15. 私の心（スマイレージ）【広瀬彩海セレクト】
16. My Days for You（真野恵里菜）【野村みな美セレクト】
17. 永久の歌（Berryz工房）【浜浦彩乃セレクト】
18. あなたなしでは生きてゆけない（Berryz工房）【和田桜子・船木結セレクト】
19. 世界一HAPPYな女の子（℃-ute）【井上玲音セレクト】

DISC 2（アンジュルム、つばきファクトリーメンバーセレクト）
1. キャンパスライフ〜生まれて来てよかった〜（℃-ute）【竹内朱莉セレクト】
2. 信念だけは貫き通せ!（道重さゆみ・生田衣梨奈・鞘師里保・鈴木香音・飯窪春菜(モーニング娘。)）【川村文乃セレクト】
3. 羨んじゃう（℃-ute）【室田瑞希セレクト】
4. いつもとおんなじ制服で（鞘師里保・鈴木香音・佐藤優樹・工藤遥・小田さくら(モーニング娘。)）【佐々木莉佳子セレクト】
5. 46億年LOVE（アンジュルム）【上國料萌衣セレクト】
6. Everyday Everywhere（太陽とシスコムーン）【笠原桃奈セレクト】
7. ファイナルスコール（℃-ute）【太田遥香セレクト】
8. Be Alive（モーニング娘。）【伊勢鈴蘭セレクト】
9. 夏将軍（アンジュルム）【橋迫鈴セレクト】
10. 表面張力〜Surface Tension〜（つばきファクトリー）【山岸理子セレクト】
11. 行くZYX! FLY HIGH（ZYX）【小片リサセレクト】
12. 有頂天LOVE（スマイレージ）【新沼希空セレクト】
13. 行け 行け モンキーダンス（Berryz工房）【岸本ゆめのセレクト】
14. MY BOY（Buono!）【浅倉樹々セレクト】
15. Happy大作戦（モーニング娘。）【小野瑞歩セレクト】
16. 可能性の道(2005 Version)（松浦亜弥）【小野田紗栞セレクト】
17. 忘れてあげる（アンジュルム）【秋山眞緒セレクト】

DISC 3（Juice=Juice、BEYOOOOONDSメンバーセレクト）
1. 「ひとりで生きられそう」って それってねえ、褒めているの?（Juice=Juice）【金澤朋子・段原瑠々・谷本安美セレクト】
2. 消せやしないキモチ（こぶしファクトリー）【高木紗友希・平井美葉セレクト】
3. 大人の事情（NEXT YOU）【宮本佳林セレクト】
4. 赤いイヤホン（アンジュルム）【植村あかりセレクト】
5. 同じ時給で働く友達の美人ママ（スマイレージ）【稲場愛香セレクト】
6. Help me!!（モーニング娘。）【工藤由愛セレクト】
7. Never Never Surrender（Juice=Juice）【松永里愛セレクト】
8. 誘惑の休日（℃-ute）【一岡伶奈セレクト】
9. VERY BEAUTY（Berryz工房）【島倉りかセレクト】
10. ラヴ&ピィ～ス!HEROがやって来たっ。（モーニング娘。）【西田汐里セレクト】
11. The Vision（モーニング娘。'16）【江口紗耶セレクト】
12. チャンス!（月島きらり starring 久住小春(モーニング娘。)）【高瀬くるみセレクト】
13. ホントのじぶん（Buono!）【前田こころセレクト】
14. Magic of Love (J=J 2015Ver.)（Juice=Juice）【山﨑夢羽セレクト】
15. ♡桃色片想い♡（松浦亜弥）【岡村美波セレクト】
16. Only you（モーニング娘。）【清野桃々姫セレクト】
17. One･Two･Three（モーニング娘。）【小林萌花セレクト】
18. セクシーキャットの演説（モーニング娘。'16）【里吉うたのセレクト】

### DVD

#### プッチベスト〜黄青あか〜 DVD
- 2004年12月15日発売[23]

1. ちょこっとLOVE（プッチモニ）
2. 黄色いお空でBOOM BOOM BOOM（黄色5）◎
3. 青いスポーツカーの男（青色7）◎
4. 赤い日記帳（あか組4）◎
5. たんぽぽ（Single Version）（タンポポ）
6. 聖なる鐘がひびく夜（タンポポ）
7. LOVEマシーン（モーニング娘。）
8. 恋のダンスサイト（モーニング娘。）
9. 丸い太陽 〜winter ver.〜（太陽とシスコムーン）
10. DON'T STOP 恋愛中（T&Cボンバー）
11. 純情行進曲（中澤ゆうこ）
12. アナタの夢になりたい（平家みちよ）
13. ダイキライ（平家みちよ）
14. サマーナイトタウン（English Version）（ココナッツ娘。）
15. DANCE & CHANCE（ココナッツ娘。）

#### Together! Clips
- 2001年12月5日発売[24]

1. ミニモニ。ジャンケンぴょん!（ミニモニ。）
2. 恋をしちゃいました!（タンポポ）
3. BABY! 恋にKNOCK OUT!（プッチモニ）
4. 悔し涙 ぽろり（中澤ゆうこ）
5. 乙女 パスタに感動（タンポポ）
6. 青春時代1.2.3!（プッチモニ）
7. 上海の風 （中澤ゆうこ）
8. 初めてのハッピーバースディ! （カントリー娘。に石川梨華（モーニング娘。））
9. 愛のバカやろう（後藤真希）
10. ミニモニ。テレフォン!リンリンリン （アニメーション）（ミニモニ。）

#### プッチベスト2〜三・7・10〜 DVD
2004年12月15日発売
1. チュッ! 夏パ〜ティ（三人祭）◎
2. サマーれげぇ! レインボー（7人祭）◎
3. ダンシング! 夏祭り（10人祭）◎
4. ミニモニ。テレフォン! リンリンリン（ミニモニ。）
5. 王子様と雪の夜（タンポポ）
6. ぴったりしたいX'mas!（プッチモニ）
7. 溢れちゃう...BE IN LOVE（後藤真希）
8. 恋愛レボリューション21（モーニング娘。）
9. This is 運命（メロン記念日）
10. 情熱行き 未来船（ココナッツ娘。）
11. 二人暮し（中澤裕子）
12. プロポーズ（平家みちよ）
13. 初めてのハッピーバースディ!（カントリー娘。に石川梨華（モーニング娘。））
14. 100回のKISS（松浦亜弥）

#### プッチベスト3 DVD
2004年12月15日発売
1. 幸せビーム! 好き好きビーム!（ハッピー♥7）◎
2. 幸せですか?（セクシー8）◎
3. 幸せきょうりゅう音頭（おどる♥11）◎
4. Do it! Now（モーニング娘。）
5. ♡桃色片想い♡（松浦亜弥）
6. げんき印の大盛りソング（ミニモニ。と高橋愛+4KIDS）
7. ムラサキシキブ（平家みちよ）
8. やる気! IT'S EASY（後藤真希）
9. 東京美人（中澤裕子）
10. ロマンティック 浮かれモード（藤本美貴）
11. BE HAPPY 恋のやじろべえ（タンポポ）
12. 香水（メロン記念日）
13. BYE BYE 最後の夜（カントリー娘。に石川梨華（モーニング娘。））
14. モーニング娘。シングルメドレー 〜ハワイアン〜（高木ブーとモーニング娘。・ココナッツ娘。・藤本美貴・石井リカ）

#### プッチベスト4 DVD
2003年12月17日発売
1. 晴れ 雨 のち スキ♡（モーニング娘。さくら組）
2. 愛の園 〜Touch My Heart!〜（モーニング娘。おとめ組）
3. 行くZYX! FLY HIGH（ZYX）
4. SEXY NIGHT 〜忘れられない彼〜（ROMANS）
5. FIRST KISS（あぁ!）
6. シャボン玉（モーニング娘。）
7. ミニモニ。数え歌 〜お風呂ば〜じょん〜（ミニモニ。）
8. チャンス of LOVE（メロン記念日）
9. 浮気なハニーパイ（カントリー娘。に紺野と藤本（モーニング娘。））
10. 母と娘のデュエットソング（おけいさんと安倍なつみ（モーニング娘。））
11. GOOD BYE 夏男（松浦亜弥）
12. スクランブル（後藤真希）
13. GET ALONG WITH YOU（中澤裕子）
14. 東京きりぎりす（前田有紀）

#### プッチベスト5 DVD
2004年12月15日発売
1. ALL FOR ONE & ONE FOR ALL!（H.P.オールスターズ）
2. 浪漫 〜MY DEAR BOY〜（Dance Shot Edition）（モーニング娘。）
3. 横浜蜃気楼（後藤真希）
4. 奇跡の香りダンス。（松浦亜弥）
5. だって生きてかなくちゃ（安倍なつみ）
6. 涙の太陽（メロン記念日）
7. ロボキッス（W）
8. シャイニング 愛しき貴方（カントリー娘。に紺野と藤本（モーニング娘。））
9. 恋のヌケガラ（美勇伝）
10. DO MY BEST（中澤裕子）
11. ピリリと行こう!（Berryz工房）
12. 恋愛戦隊シツレンジャー（VOCAL Ver.）（後浦なつみ）
13. エーゲ海に抱かれて（飯田圭織）
14. さらさらの川（前田有紀）
15. 友情 〜心のブスにはならねぇ!〜（モーニング娘。おとめ組）
16. さくら満開（モーニング娘。さくら組）

#### プッチベスト6 DVD
2005年12月21日発売
1. 好きすぎて バカみたい（DEF.DIVA）
2. 色っぽい じれったい（モーニング娘。）
3. 恋の花（安倍なつみ）
4. スッピンと涙。（後藤真希）
5. 気がつけば あなた（松浦亜弥）
6. Missラブ探偵（W）
7. 紫陽花アイ愛物語（美勇伝）
8. 21時までのシンデレラ（Berryz工房）
9. 肉体は正直なEROS（メロン記念日）
10. 西新宿で逢ったひと（前田有紀）
11. オンナ、哀しい、オトナ（Dance shot Ver.）（セクシーオトナジャン◎）
12. 印象派 ルノアールのように（Dance shot Ver.）（エレジーズ◎）
13. 人知れず 胸を奏でる 夜の秋（Dance shot Ver.）（プリプリピンク◎）
14. 直感 〜時として恋は〜（LIVE Ver.）（モーニング娘。）
15. ALL FOR ONE & ONE FOR ALL!（Dance shot Ver.）（H.P.オールスターズ）

#### プッチベスト7 DVD
2006年12月20日発売
1. SEXY BOY 〜そよ風に寄り添って〜（モーニング娘｡ ）
2. ザ・ストレス（安倍なつみ）
3. ガラスのパンプス（後藤真希）
4. 砂を噛むように…NAMIDA（松浦亜弥）
5. Thanks!（GAM）
6. 一切合切 あなたに∮あ･げ･る♪（美勇伝）
7. お願い魅惑のターゲット（Live）（メロン記念日）
8. 革命チックKiss（Live）（カントリー娘。）
9. 恋☆カナ（月島きらり starring 久住小春 (モーニング娘。) ）
10. ジリリ キテル（Berryz工房）
11. 大きな愛でもてなして（℃-ute）
12. うらら（中澤裕子）
13. お前の涙を俺にくれ（前田有紀）
14. みんなの木（Live）（ともいき・木を植えたい）
15. 夢から醒めて（高橋愛（モーニング娘。） ）
16. LET'S GO 楽天イーグルス（DEF.DIVAと楽天イーグルス応援隊）

#### プッチベスト8 DVD
- 2007年12月12日発売[31]

1. 僕らが生きるMY ASIA（モーニング娘。誕生10年記念隊）
2. 悲しみトワイライト（モーニング娘。）
3. Too far away 〜女のこころ〜（安倍なつみ）
4. シークレット（後藤真希）
5. 笑顔（松浦亜弥）
6. メロディーズ（GAM）
7. 恋する♡エンジェル♡ハート（美勇伝）
8. お願い魅惑のターゲット オリジナル new ver.（メロン記念日）
9. 告白の噴水広場（Berryz工房）
10. 桜チラリ（℃-ute）
11. ハッピー☆彡（月島きらり starring 久住小春 (モーニング娘。) ）
12. ふたりはNS（きら☆ぴか）
13. 鳴り始めた恋のBELL（音楽ガッタス）
14. だんな様（中澤裕子）
15. 相愛太鼓（前田有紀）
16. オヤジの心に灯った小さな火〜デュエットバージョン〜（里田まい with 藤岡藤巻）
17. ホントのじぶん（Buono!）
18. 勝利のBIG WAVE!!!（アテナ&ロビケロッツ）
19. ダイスキ楽天イーグルス（GAM）

#### プッチベスト9 DVD
- 2008年12月10日発売[32]

1. リゾナント ブルー（モーニング娘。）
2. ジンギスカン（Mongolian Dance Shot Ver.）（Berryz工房）
3. 江戸の手毬唄 II（℃-ute）
4. 16歳の恋なんて（1213 Ver.）（安倍なつみ&矢島舞美（℃-ute））
5. きずな（松浦亜弥）
6. なんにも言わずにI LOVE YOU（美勇伝）
7. カリスマ・綺麗（メロン記念日）
8. パパンケーキ（月島きらり starring 久住小春 (モーニング娘。)）
9. アナタボシ（MilkyWay）
10. 青春!LOVEランチ（アテナ&ロビケロッツ）
11. Come Together（音楽ガッタス）
12. C＼C（シンデレラ＼コンプレックス） -Rolling Ver.-（High-King）
13. 恋愛♥ライダー（Buono!）
14. 越えろ!楽天イーグルス（℃-ute）

#### プッチベスト10 DVD
- 2009年12月2日発売[33]

1. ぁまのじゃく（スマイレージ）
2. 乙女の祈り（真野恵里菜）
3. EVERYDAY 絶好調!!（℃-ute）
4. ライバル（Berryz工房）
5. しょうがない 夢追い人（モーニング娘。）
6. チョコレート魂（松浦亜弥）
7. 青春 僕（矢口真里）
8. スクリーン（安倍なつみ）
9. はぴ☆はぴ サンデー!（月島きらり starring 久住小春 (モーニング娘。) ）
10. しゅごしゅご!（しゅごキャラエッグ!）
11. おまかせ♪ガーディアン（ガーディアンズ4）
12. MY BOY（Buono!）
13. 気まぐれプリンセス（Recochoku Ver.）（モーニング娘。）
14. バイバイ 振り付け映像（マルチアングル）（里田まい with 合田兄妹）

#### プッチベスト11 DVD
- 2010年12月15日発売[34]

1. 女が目立って なぜイケナイ（モーニング娘。）
2. 青春コレクション（モーニング娘。）
3. 友達は友達なんだ!（Berryz工房）
4. 本気ボンバー!!（Berryz工房）
5. キャンパスライフ〜生まれて来てよかった〜（℃-ute）
6. Danceでバコーン!（℃-ute）
7. お願いだから…（真野恵里菜）
8. 元気者で行こう!（ディレクターズカット VER.1）（真野恵里菜）
9. ○○ がんばらなくてもええねんで!!（スマイレージ）
10. 同じ時給で働く友達の美人ママ（スマイレージ）
11. Our Songs（Buono!）
12. Going On!（ガーディアンズ4）
13. リトル・ぷりんせす☆ぷりっ!（リルぷりっ）
14. アイドルール（リルぷりっ）
15. エレガントガール（氷室衣舞（CV 菅谷梨沙子／Berryz工房））

#### プッチベスト12 DVD
- 2011年12月7日[35]

1. ブスにならない哲学（ハロー!プロジェクト モベキマス）
2. 負けるな わっしょい!（Hello! Project 2011 SUMMER 〜ニッポンの未来は WOW WOW & YEAH YEAH ライブ〜 Mix Ver.）（ベキマス）
3. まじですかスカ!（モーニング娘。）
4. Only you（モーニング娘。）
5. 自信持って 夢を持って 飛び立つから（高橋愛（モーニング娘。））
6. ヒロインになろうか!（Berryz工房）
7. 愛の弾丸（Berryz工房）
8. Kiss me 愛してる（℃-ute）
9. 桃色スパークリング（℃-ute）
10. 甘酸っぱい春にサクラサク（Berryz工房×℃-ute）
11. 青春のセレナーデ（真野恵里菜）
12. My Days for You（真野恵里菜）
13. ショートカット（スマイレージ）
14. タチアガール（スマイレージ）
15. 雑草のうた（Buono!）
16. JUICY HE@RT（Buono!）

#### プッチベスト13 DVD
- 2012年12月5日[36]

1. 恋愛ハンター（モーニング娘。）
2. One・Two・Three（モーニング娘。）
3. Be 元気＜成せば成るっ!＞（Berryz工房）
4. cha cha SING（Berryz工房）
5. 君は自転車 私は電車で帰宅（℃-ute）
6. 会いたい 会いたい 会いたいな（℃-ute）
7. ドキドキベイビー（真野恵里菜）
8. Song for the DATE（SideA）（真野恵里菜）
9. ドットビキニ（スマイレージ）
10. 好きよ、純情反抗期。（スマイレージ）
11. 笑顔に涙〜THANK YOU! DEAR MY FRIENDS〜（新垣里沙（モーニング娘。））
12. Loving you Too much（Berryz工房）
13. 超HAPPY SONG（Berryz工房×℃-ute）
14. 初恋サイダー（Buono!）
15. CAT'S EYE（キャッツ♥アイ セブン）
16. ももち!許してにゃん♡体操（おとももちVer.）（ももち（嗣永桃子 feat. Berryz工房））

＜BONUS MATERIAL＞
1. The 摩天楼ショー（TYPE 0）<CRつんく♂プロデュース 元祖ハロー!プロジェクトVer.>（モーニング娘。）

### Blu-ray Disc

#### プッチベスト14 Blu-ray Disc
- 2013年12月11日発売[37]

1. Help me!!（モーニング娘。）
2. わがまま 気のまま 愛のジョーク（モーニング娘。）
3. アジアン セレブレイション（Berryz工房）
4. ゴールデン チャイナタウン（Berryz工房）
5. Crazy 完全な大人（℃-ute）
6. アダムとイブのジレンマ（℃-ute）
7. 旅立ちの春が来た（スマイレージ）
8. ヤッタルチャン（スマイレージ）
9. ロマンスの途中（Juice=Juice）
10. Rockの定義（田中れいな（モーニング娘。））
11. NEXT MY SELF（真野恵里菜）
12. キャベツ白書〜春編〜（ピーベリー）
13. 都会田舎の彼（GREEN FIELDS）
14. ほたる祭りの日（ジュリン）
15. レディーマーメイド（ダイヤレディー）
16. エイヤサ!ブラザー（メロウクアッド）
17. 海岸清掃男子（HI-FIN）

＜特典映像＞
1. この街（みんなのこの街 Ver.）（℃-ute）
2. 雨（White Room Ver.）（矢島舞美（℃-ute））

#### プッチベスト15 Blu-ray Disc
- 2014年12月10日発売[38]

1. 君の代わりは居やしない（モーニング娘。'14）
2. Password is {\displaystyle \scriptstyle \emptyset }（モーニング娘。'14）
3. 1億3千万総ダイエット王国（Berryz工房）
4. 普通、アイドル10年やってらんないでしょ!?（Berryz工房）
5. Love take it all（℃-ute）
6. 悲しきヘブン（Single Version）（℃-ute）
7. エイティーン エモーション（スマイレージ）
8. 地球は今日も愛を育む（スマイレージ）
9. アレコレしたい!（Juice=Juice）
10. 風に吹かれて（Juice=Juice）
11. シャバダバ ドゥ〜（道重さゆみ（モーニング娘。'14））
12. 嗚呼、素晴らしき日々よ（さとのあかり）
13. Dream Last Train（トリプレット）
14. 木立を抜ける風のように（ODATOMO）
15. 見返り美人（Close-up Ver.）（モーニング娘。'14）
16. 大人なのよ!（Another Ver.）（Berryz工房）
17. The Power（Close-up Ver.）（℃-ute）
18. ミステリーナイト!（Close-up Ver.）（スマイレージ）
19. ブラックバタフライ（Close-up Ver.）（Juice=Juice）

#### プッチベスト16 Blu-ray Disc
- 2015年12月16日発売[39]

1. Love together!（Berryz工房）
2. 我武者LIFE（℃-ute）
3. 次の角を曲がれ（℃-ute）
4. 夕暮れは雨上がり（モーニング娘。'15）
5. スカッとMy Heart（モーニング娘。'15）
6. 大器晩成（New edit Ver.）（アンジュルム）
7. 臥薪嘗胆（アンジュルム）
8. Wonderful World（Juice=Juice）
9. CHOICE & CHANCE（Juice=Juice）
10. 続いていくSTORY（Juice=Juice）
11. 恋泥棒（カントリー・ガールズ）
12. わかっているのにごめんね（カントリー・ガールズ）
13. 念には念（LIVE MUSIC VIDEO）（こぶしファクトリー）
14. ドスコイ!ケンキョにダイタン（こぶしファクトリー）

＜特典映像＞
1. Love together!（Dance Shot Ver.）（Berryz工房）
2. The Middle Management〜女性中間管理職〜（Close-up Ver.）（℃-ute）
3. 今すぐ飛び込む勇気（Close-up Ver.）（モーニング娘。'15）
4. 魔法使いサリー（Dance Shot Ver.）（アンジュルム）
5. CHOICE & CHANCE（Close-up Ver.）（Juice=Juice）
6. 続いていくSTORY（Close-up Ver.）（Juice=Juice）
7. ためらいサマータイム（Close-up Ver.）（カントリー・ガールズ）
8. ラーメン大好き小泉さんの唄（Dance Shot Ver.）（こぶしファクトリー）

#### プッチベスト17 Blu-ray Disc
- 2016年12月14日発売[40]

1. 人生はSTEP!（℃-ute）
2. 泡沫サタデーナイト!（モーニング娘。'16）
3. 次々続々（アンジュルム）
4. カラダだけが大人になったんじゃない（Juice=Juice）
5. ブギウギLOVE（カントリー・ガールズ）
6. 桜ナイトフィーバー（こぶしファクトリー）
7. ちょっと愚直に!猪突猛進（こぶしファクトリー）
8. 独り占め（つばきファクトリー）
9. ソラシド〜ねえねえ〜（Buono!）
10. ロックの聖地（Buono!）
11. Next is you!（NEXT YOU）

＜特典映像＞
1. 人生はSTEP!（Dance Shot Ver.）（℃-ute）
2. 泡沫サタデーナイト!（Close-up Ver.）（モーニング娘。'16）
3. 糸島Distance（Another Ver.）（アンジュルム）
4. カラダだけが大人になったんじゃない（Close-up Ver.）（Juice=Juice）
5. ランラルン〜あなたに夢中〜（Close-up Ver.）（カントリー・ガールズ）
6. バッチ来い青春!（Dance Shot Ver.）（こぶしファクトリー）
7. ソラシド〜ねえねえ〜（Close-up Ver.）（Buono!）
8. Next is you!（Close-up Ver.）（NEXT YOU）

#### プッチベスト18 Blu-ray Disc
- 2017年12月13日発売[41]

1. To Tomorrow（℃-ute）
2. BRAND NEW MORNING（モーニング娘。'17）
3. 愛さえあればなんにもいらない（アンジュルム）
4. 地団駄ダンス（Juice=Juice）
5. ピーナッツバタージェリーラブ（カントリー・ガールズ）
6. シャララ!やれるはずさ（こぶしファクトリー）
7. 初恋サンライズ（つばきファクトリー）
8. 小生意気ガール（カントリー・ガールズ）
9. 誤爆～We Can't Go Back～（一岡伶奈・段原瑠々・川村文乃・高瀬くるみ・清野桃々姫）
10. リアル☆リトル☆ガール（ハロプロ研修生北海道）
11. ふるさとの夢（かみいしなか かな）
12. Miss変換!!（工藤遥&佐藤優樹(モーニング娘。'17)）
13. いのうえのうた（井上玲音(こぶしファクトリー)・井上ひかる(ハロプロ研修生)）
14. おバカねこと おバカねこバカのうた（飯窪春菜(モーニング娘。'17)・金澤朋子(Juice=Juice)）
15. ミンミンロケンロー!（船木結(アンジュルム/カントリー・ガールズ)・横山玲奈(モーニング娘。'17)）

＜特典映像＞
1. 地団駄ダンス（Dance Shot Ver. お祭り篇）（Juice=Juice）

#### プッチベスト19 Blu-ray Disc
- 2018年12月12日発売[42]

1. YEAH YEAH YEAH（ハロプロ・オールスターズ）
2. 花、闌の時（ハロプロ・オールスターズ）
3. モーニングコーヒー(20th Anniversary Ver.)（モーニング娘。20th）
4. 花が咲く 太陽浴びて（モーニング娘。'18）
5. Are you Happy?（モーニング娘。'18）
6. 泣けないぜ…共感詐欺（アンジュルム）
7. タデ食う虫もLike it!（アンジュルム）
8. SEXY SEXY（Juice=Juice）
9. Vivid Midnight（Juice=Juice）
10. 書いては消しての “I Love You”（カントリー・ガールズ）
11. 待てないアフターファイブ（カントリー・ガールズ）
  - 「Hello! Project 20th Anniversary!! Hello! Project 2018 SUMMER ～ONE FOR ALL～」より。
12. 明日テンキになあれ（こぶしファクトリー）
13. きっと私は（こぶしファクトリー）
14. 低温火傷（つばきファクトリー）
15. 今夜だけ浮かれたかった（つばきファクトリー）
16. ひょっこりひょうたん島（こぶしファクトリー&つばきファクトリー）
17. 眼鏡の男の子（BEYOOOOONDS）
  - 「Hello! Project 20th Anniversary!! Hello! Project 2018 SUMMER ～ONE FOR ALL～」より。
18. Rainbow（ハロプロ研修生）
  - 「Hello! Project 研修生発表会 2018 6月 ～にじ～」より。
19. 雑煮でケンカしてんじゃねーよ（宮崎由加(Juice=Juice)、牧野真莉愛(モーニング娘。'17)、川村文乃(アンジュルム)）

＜特典映像＞
1. モーニングコーヒー(20th Anniversary Ver.)（Dance Shot Ver.）（モーニング娘。20th）
2. 花が咲く 太陽浴びて（Dance Shot Ver.）（モーニング娘。'18）
3. みんな少年だった（堀内孝雄）

#### プッチベスト20 2020 Blu-ray Disc
- 2020年1月8日発売[43]

1. ♡桃色片想い♡(Music Video)（松浦亜弥）【岡村美波セレクト】
2. 壊れない愛がほしいの(Music Video)（7AIR）【生田衣梨奈セレクト】
3. 行くZYX! FLY HIGH(Music Video)（ZYX）【小片リサセレクト】
4. あなたなしでは生きてゆけない(Music Video)（Berryz工房）【和田桜子・船木結セレクト】
5. VERY BEAUTY(Music Video)（Berryz工房）【島倉りかセレクト】
6. ホントのじぶん(Music Video)（Buono!）【前田こころセレクト】
7. チャンス！(Music Video)（月島きらり starring 久住小春(モーニング娘。)）【高瀬くるみセレクト】
8. 行け 行け モンキーダンス(Music Video)（Berryz工房）【岸本ゆめのセレクト】
9. ぁまのじゃく(Music Video)（スマイレージ）【岡村ほまれセレクト】
10. キャンパスライフ～生まれて来てよかった～(Music Video)（℃-ute）【竹内朱莉セレクト】
11. 同じ時給で働く友達の美人ママ(Music Video)（スマイレージ）【稲場愛香セレクト】
12. My Days for You(Music Video)（真野恵里菜）【野村みな美セレクト】
13. 有頂天LOVE(Music Video)（スマイレージ）【新沼希空セレクト】
14. 世界一HAPPYな女の子(Music Video)（℃-ute）【井上玲音セレクト】
15. One･Two･Three(Music Video)（モーニング娘。）【小林萌花セレクト】
16. Help me!!(Music Video)（モーニング娘。）【工藤由愛セレクト】
17. 笑顔の君は太陽さ(Music Video)（モーニング娘。'14）【横山玲奈セレクト】
18. The Vision(Music Video)（モーニング娘。'16）【江口紗耶セレクト】
19. セクシーキャットの演説(Music Video)（モーニング娘。'16）【里吉うたのセレクト】
20. ムキダシで向き合って(Music Video)（モーニング娘。'16）【北川莉央セレクト】
21. リアル☆リトル☆ガール(Music Video)（ハロプロ研修生北海道）【山﨑愛生セレクト】
22. ファイナルスコール(Music Video)（℃-ute）【太田遥香セレクト】
23. 若いんだし!(Music Video)（モーニング娘。'17）【羽賀朱音セレクト】
24. 「ひとりで生きられそう」って それってねえ、褒めているの?(Music Video)（Juice=Juice）【金澤朋子・段原瑠々・谷本安美セレクト】
25. 未来の扉(モーニング娘。Memory～青春の光～Tour 1999.4.18)（モーニング娘。）【小田さくらセレクト】
26. 可能性の道(松浦亜弥コンサートツアー2004 春 私と私とあなた)（松浦亜弥）【小野田紗栞セレクト】
27. SEXY SNOW(2005年夏 W＆Berryz工房コンサートツアー「HIGH SCORE!」)（W）【野中美希セレクト】
28. Everyday Everywhere(Hello! Project 2008 Winter ～ワンダフルハーツ年中夢求～)（高橋愛・田中れいな(モーニング娘。)）【笠原桃奈セレクト】
29. MY BOY(Buono!ライブ2011winter ～Re;Buono!～)（Buono!）【浅倉樹々セレクト】
30. Fantasyが始まる(モーニング娘。コンサートツアー2011春 新創世記 ファンタジーDX ～ 9期メンを迎えて ～)（モーニング娘。）【佐藤優樹セレクト】
31. もしも…(Hello! Project 2012 WINTER ハロ☆プロ天国 ～ロックちゃん～)（ハロー!プロジェクト モベキマス）【譜久村聖セレクト】
32. ラララのピピピ(モーニング娘。誕生15周年記念コンサートツアー2012秋～ カラフルキャラクター ～)（道重さゆみ）【牧野真莉愛セレクト】
33. いつもとおんなじ制服で(モーニング娘。DVD Magazine Vol.55)（鞘師里保・鈴木香音・佐藤優樹・工藤遥・小田さくら(モーニング娘。)）【佐々木莉佳子セレクト】
34. Happy大作戦(モーニング娘。コンサートツアー2013春 ミチシゲ☆イレブンSOUL ～田中れいな卒業記念日～ in日本武道館)（モーニング娘。）【小野瑞歩セレクト】
35. ラヴ&ピィ～ス!HEROがやって来たっ。(Hello! Project ひなフェス 2014 ～Full コース～ ＜メインディッシュはモーニング娘。'14です。＞)（モーニング娘。'14）【西田汐里セレクト】
36. 信念だけは貫き通せ!(モーニング娘。'14コンサートツアー春 ～エヴォリューション～)（道重さゆみ・生田衣梨奈・鞘師里保・鈴木香音・飯窪春菜(モーニング娘。'14)）【川村文乃セレクト】
37. 誘惑の休日(℃-uteコンサートツアー2014春 ～℃-uteの本音～)（℃-ute）【一岡伶奈セレクト】
38. 私の心(スマイレージライブツアー2014秋 ～FULL CHARGE～FINAL in O-EAST)（スマイレージ）【広瀬彩海セレクト】
39. 永久の歌(Berryz工房ラストコンサート2015 Berryz工房行くべぇ～！)（Berryz工房）【浜浦彩乃セレクト】
40. Only you(モーニング娘。'15 コンサートツアー秋 ～PRISM～)（モーニング娘。'15）【清野桃々姫セレクト】
41. 大人の事情(Hello! Project ひなフェス 2016)（NEXT YOU）【宮本佳林セレクト】
42. Magic of Love (J=J 2015Ver.)(Juice=Juice LIVE MISSION 220 ～Code3 Special→Growing Up!～)（Juice=Juice）【山﨑夢羽セレクト】
43. 羨んじゃう(℃-ute コンサートツアー2016春 ～℃ONCERTO～)（℃-ute）【室田瑞希セレクト】
44. Be Alive(モーニング娘。'16 コンサートツアー秋 ～MY VISION～)（モーニング娘。'16）【伊勢鈴蘭セレクト】
45. シャララ!やれるはずさ(Hello! Project 2017 SUMMER ～ HELLO! MEETING ～)（こぶしファクトリー）【加賀楓セレクト】
46. Never Never Surrender(Juice=Juice LIVE AROUND 2017 FINAL at 日本武道館 ～Seven Squeeze!～)（Juice=Juice）【松永里愛セレクト】
47. ファラオの墓(演劇女子部「ファラオの墓～蛇王・スネフェル～」)（モーニング娘。'18）【石田亜佑美セレクト】
48. 夏将軍(Hello! Project 20th Anniversary!! Hello! Project 2018 SUMMER ～ALL FOR ONE～)（アンジュルム）【橋迫鈴セレクト】
49. コンプレックスにサヨウナラ!(Hello! Project 20th Anniversary!! Hello! Project ハロ！フェス 2018 【Hello! Project 20th Anniversary!! プレミアム】)（ミニーズ。?）【森戸知沙希セレクト】
50. 忘れてあげる(アンジュルム 2018秋 「電光石火」)（アンジュルム）【秋山眞緒セレクト】
51. 表面張力～Surface Tension～(つばきファクトリー ライブツアー2019春・爛漫 メジャーデビュー2周年スペシャル)（つばきファクトリー）【山岸理子セレクト】
52. 赤いイヤホン(ハロプロ プレミアム アンジュルム コンサートツアー 2019春 ファイナル 和田彩花卒業スペシャル 輪廻転生 ～あるとき生まれた愛の提唱～)（アンジュルム）【植村あかりセレクト】
53. 46億年LOVE(ハロプロ プレミアム アンジュルム コンサートツアー 2019春 ファイナル 和田彩花卒業スペシャル 輪廻転生 ～あるとき生まれた愛の提唱～)（アンジュルム）【上國料萌衣セレクト】
54. 消せやしないキモチ(Hello! Project 2019 SUMMER 「harmony」)（こぶしファクトリー）【高木紗友希・平井美葉セレクト】